# Ophiolebes asaphes
Ophiolebes asaphes är en ormstjärneart som beskrevs av Hubert Lyman Clark 1911. Ophiolebes asaphes ingår i släktet Ophiolebes och familjen knotterormstjärnor. Inga underarter finns listade i Catalogue of Life.